# 무성 연구개 설측 접근음
무성 연구개 설측 접근음은 자음의 종류 중 하나다. 극소수의 언어에서만 쓰인다. 국제 음성 기호에서는 이 소리를 ʟ̥로 나타낸다.